# Dicranomyia (Peripheroptera) rediviva
Dicranomyia (Peripheroptera) rediviva is een tweevleugelige uit de familie steltmuggen (Limoniidae). De soort komt voor in het Neotropisch gebied.